# Ференс Югас
Ференц Югас(угор. Juhász Ferenc) — угорський каратист, майстер шотокан карате, восьмий дан (8-й дан) SKDUN, тренер, спортивний функціонер. Президент SKDUN Europe, генеральний секретар SKDUN World та один із провідних організаторів міжнародних турнірів із шотокан карате.

## Біографія
Ференц Юхас почав займатися карате у 1981 році. З 1985 року працював тренером у місті Каль, а у 1987 році заснував клуб шотокан карате в Егері. Він також пройшов дворічний тренерський курс у Вищій педагогічній школі міста Егер.
Протягом кар'єри Юхас здобув восьмий дан шотокан карате, а також перший дан у стилі шіто-рю. Він є сертифікованим екзаменатором Угорської федерації карате.

## Діяльність
Ференц Югас активно розвиває шотокан карате як на національному, так і на міжнародному рівнях. Він є:
Президентом SKDUN Europe;
Генеральним секретарем SKDUN World;
Членом технічного комітету SKDUN;
Національним директором SKDUN в Угорщині.
Югас організував численні чемпіонати світу та Європи з шотокан карате, зокрема Чемпіонат Європи 2025 року в Італії.
Він є керівником клубів Agria Shotokan Karate Club, Egri Vasas Club та Szihalom Karate Club в Егері, а також очолює відділення карате в Egri Városi Sportiskola.

## Визнання
У 2010 році отримав звання «Найкращий тренер року» в Егері.
У 2017 році відзначений нагородою Угорської асоціації спортивних шкіл.
У 2022 році нагороджений за видатний внесок у розвиток карате в Угорщині під час святкування 50-річчя угорського карате.

## Карате хронологія
1981 почав карате
1985 почав викладати карате в Kál (місто) Шотокан клуб
1987 іспит на синій пояс
1987 р. Початок навчання в клубі шотокан карате в Егері
1987 р. Курс інструктора з карате в середній педагогічній школі Егера (2 роки)
1989 р. Іспит на коричневий пояс
1992 р. Лютий іспит на 1-й дан (Ілія Йорга, Фудокан)
1996 Грудень іспит на 2-й дан (Ілія Йорга, Фудокан)
1992-1997 рр. Фудокан, член національної збірної Угорщини
1998 Лютий іспит на 3-й дан (сенсей Сафар Ласло)
1998-1999 AJKA JKA Instructor Teacher School program (сенсей Сафар Ласло)
1999 грудень іспит на 4-й дан (сенсей Сафар Ласло)
2000-2001 Лонг-Айлендський університет США «Програма інструктора карате»
(Мілорад Стрічевич, США)
2001 Грудневий іспит на 5-й дан (сенсей Шафар Ласло, AJKA)
2005 Грудневий іспит на 6-й дан (сенсей Сафар Ласло, AJKA)
2006 6 квітня 6-й дан WUKO Association
2008 6-й дан Всеугорська федерація карате
2008 Президент асоціації SKS-HUNGARY (12 клубів карате, 300 членів)
2008 розпочав співпрацю з SKDUN 
2009 SKDUN Організатор чемпіонату світу
2010 «Нагорода за найкращого тренера» 2010 року в місті Егер
2011 7 квітня Дан SKDUN
2011 SKDUN Організатор чемпіонату Європи
2011-2016 Віце-президент Всі Угорська федерація карате
2013 SKDUN Організатор чемпіонату Європи
2014 SKDUN Організатор чемпіонату Європи
2016-2021 Віце-президент Всеугорської федерації карате (www.karate.hu)
2016 1 березня дан Шито Рю / Мабуні Кеней 10 дан
2016 Член екзаменаційного комітету DAN Всеугорська федерація
2017 «Нагорода за найкращого тренера» Угорської асоціації спортивних шкіл
2017 SKDUN Організатор Чемпіонату світу
2018 Лютий Головний менеджер Shotokan Group в Угорщині
(три асоціації SKS-SDSZ-MSKSZ, 40 клубів, 1100 осіб)